# Manilkara pleeana
Manilkara pleeana är en tvåhjärtbladig växtart som först beskrevs av Jean Baptiste Louis Pierre och Henri Ernest Baillon, och fick sitt nu gällande namn av Arthur John Cronquist. Manilkara pleeana ingår i släktet Manilkara och familjen Sapotaceae. IUCN kategoriserar arten globalt som sårbar.
Artens utbredningsområde är Puerto Rico. Inga underarter finns listade i Catalogue of Life.